# Agrypon batis
Agrypon batis là một loài tò vò trong họ Ichneumonidae.